# Nyctinomops
Nyctinomops — рід рукокрилих родини молосових.

## Види
- Nyctinomops aurispinosus (Peale, 1848)
- Nyctinomops femorosaccus (Merriam, 1889)
- Nyctinomops laticaudatus (É. Geoffroy, 1805)
- Nyctinomops macrotis (Gray, 1840)

## Морфологія
Морфометрія. Голова і тіло довжиною 54-84 мм, довжина хвоста становить 34-57 мм, передпліччя 41-64 мм.
Опис. Верх тіла коричневий чи червонуватий, низ тіла блідіший.